# Jagdgeschwader 114
Das Jagdgeschwader 114 war ein Verband der Luftwaffe der Wehrmacht im Zweiten Weltkrieg.

## Geschichte
Die I. Gruppe des Jagdgeschwaders 114 wurde als Ausbildungseinheit am 2. September 1944 im besetzten Dänemark, in Haderslev (Lage) aufgestellt. Ein Geschwaderstab oder weitere Gruppen bestanden nicht. Am 15. Oktober 1944 wurde die I. Gruppe in die II. Gruppe des Jagdgeschwaders 102 umbenannt. Damit hatte das Geschwader aufgehört zu bestehen.